# Урняк (Міякинський район)
Урня́к (рос. Урняк, башк. Үрнәк) — присілок у складі Міякинського району Башкортостану, Росія. Входить до складу Міякібашевської сільської ради.
Населення — 89 осіб (2010; 112 в 2002).
Національний склад:
- татари — 54%
- башкири — 43%